# Agrupación Astronómica Coruñesa Ío

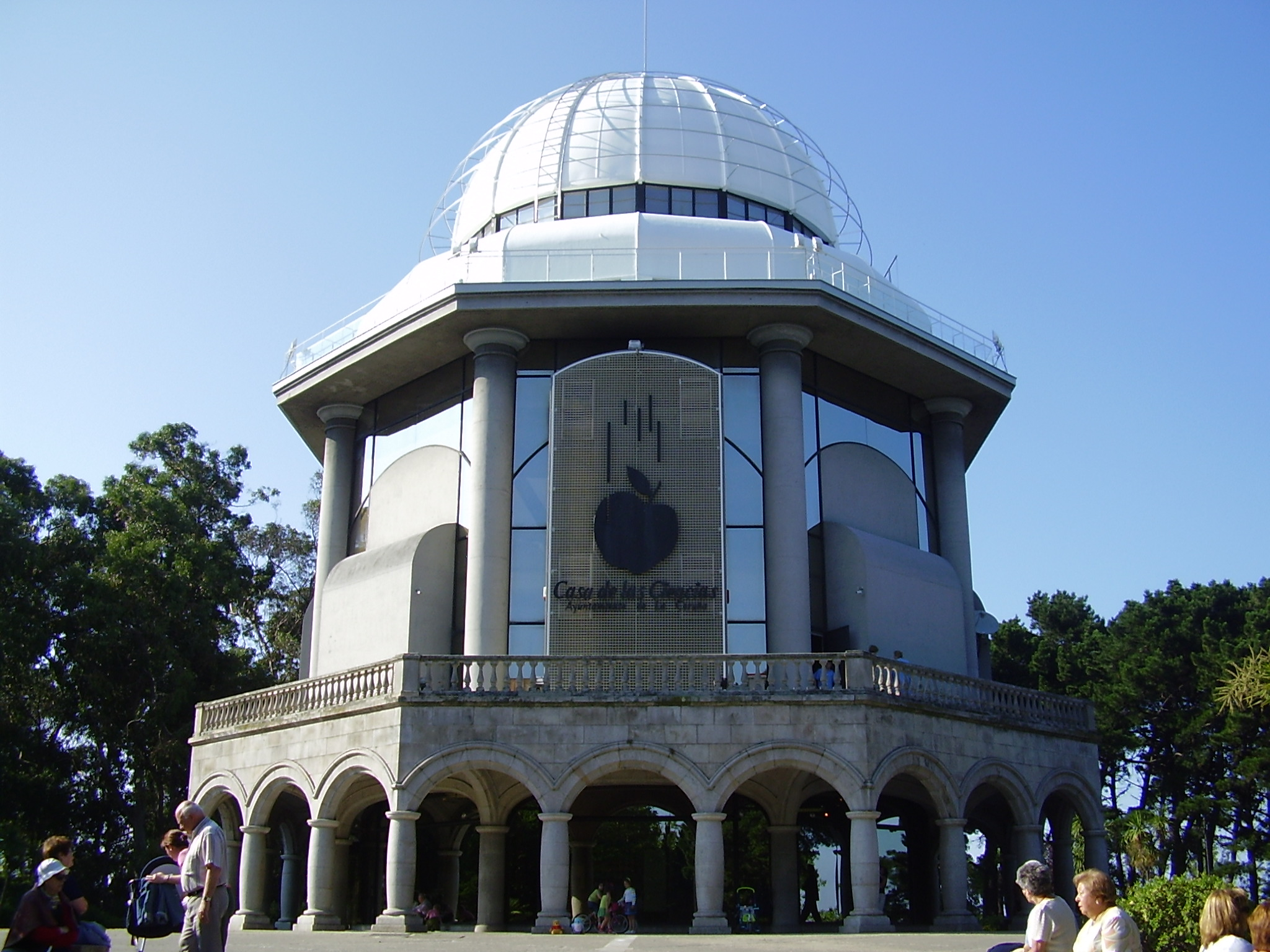
La Casa de las Ciencias, donde tiene su sede

La Agrupación Astronómica Coruñesa Ío es una asociación cultural y sociedad científica sin ánimo de lucro que tiene como objetivo el fomento de la afición, estudio, investigación y divulgación de la astronomía.

## Historia
Fundada en 2002, la agrupación tiene su sede en la Casa de las Ciencias de La Coruña.
Se originó como fruto de la inquietud de un grupo de aficionados a la astronomía que se unieron con el objetivo de disfrutar y conseguir que otros disfruten con la pasión por las noches estrelladas y la ciencia de la astronomía. Desde su creación fue creciendo, desde los trece socios fundadores, hasta los más de ochenta miembros actuales (2019).
Se trata de un grupo abierto, en el que cualquiera puede participar: no hacen falta conocimientos previos, ni telescopio, ni ninguna titulación, solo pasión por la astronomía y ganas de salir a observar un buen cielo estrellado.

### EstrellaRosalíadecastroy planetaRiosar
Su iniciativa de nombrar una estrella de la constelación Ophiuchus, y el planeta HD 149143 b asociado a ella, consiguió, en votación en Internet, dentro del proyecto internacional impulsado por la Unión Astronómica Internacional (IAU) como parte de las actividades de celebración de su centenario, que se le dieran los nombres de Rosalíadecastro a la estrella y Riosar al planeta, en referencia a Rosalía de Castro y al río Sar, respectivamente.

### Congreso Estatal de Astronomía 2020
La agrupación logró que La Coruña sea en 2020 la sede del XXIV Congreso Estatal de Astronomía. En una votación consiguió el 90 % de los votos; de las 39 entidades que se dieron cita en la edición del encuentro, en Cuenca, 35 apoyaron la candidatura de la ciudad. El rectorado de la Universidad de La Coruña será el escenario principal del programa del congreso, que contará co la colaboración de los Museos Científicos Coruñeses.